# Dagoberto Fontes
Dagoberto Fontes (* 6. Juni 1943 in Maldonado; † 4. Mai 2024 in Maldonado) war ein uruguayischer Fußballspieler.

## Verein
Der 1,77 Meter große, aus Maldonado stammende Offensivakteur Fontes gehörte seit 1966 dem Kader Defensors in der Primera División an. Als 1970 die Mannschaft letztmals von Alejandro Morales betreut wurde, konnte Fontes mit seinen Mitspielern in jener Spielzeit nur knapp in der Relegationsrunde den Abstieg in die "B" vermeiden. Auch im Folgejahr spielte er unter dem neuen Trainer Ricardo de León noch für die Violetten, bevor er sich 1972 zu einem Wechsel nach Mexiko entschloss. In der Spielzeit 1971/72 stand er dort an der Seite von Spielern wie Luis Ramon Perez, Juan Carlos Cardenas, Martin Ibarreche, Juan Carlos Sconfianza und Bernardino Brambila in Reihen des mexikanischen Vereins Puebla FC.

## Nationalmannschaft
Fontes war auch Mitglied der A-Nationalmannschaft Uruguays, für die er zwischen dem 21. Mai 1968 und dem 20. Juni 1970 13 Länderspiele absolvierte. Ein Länderspieltor erzielte er nicht. Fontes nahm mit Uruguay an der Weltmeisterschaft 1970 teil. Dort kam er im Verlaufe des Turniers im Vorrundenspiel gegen Schweden und im Viertel- und Halbfinale, sowie im Spiel um Platz 3 zum Einsatz.

## Sonstiges
In Maldonado trägt eine Tribüne des Estadio Domingo Burgueño seit dem 28. November 2010 Fontes' Namen.